# Пайсенберг
Пайсенберг (нім. Peißenberg) — громада в Німеччині, розташована в землі Баварія. Підпорядковується адміністративному округу Верхня Баварія. Входить до складу району Вайльгайм-Шонгау.
Площа — 32,69 км2. Населення становить 12 689 ос. (станом на 31 грудня 2020).